# Roetvlekbladroller
De roetvlekbladroller (Eucosmomorpha albersana) is een vlinder uit de familie bladrollers (Tortricidae). De wetenschappelijke naam is voor het eerst geldig gepubliceerd in 1813 door Hübner.
De soort komt voor in Europa.